# ماكس فيبر
ماكسميليان كارل إميل فيبر (21 نيسان/أبريل 1864 – 14 حزيران/يونيو 1920) كانَ عالِمَ اجتماعٍ ومؤرخٌ ومحامٍ واقتصاديٌّ سياسي ألماني ويُعتبر من بينِ أهمِّ المُنَظٍّرِين لتطوّر المجتمع الغربي الحديث. أثَّرَت أفكاره بعمقٍ على النظرية الاجتماعية والبحثِ الاجتماعي. على الرغم من الاعتراف به كواحدٍ من آباءِ علم الاجتماع إلى جانبِ أوغست كونت وكارل ماركس وإميل دوركهايم، لَمْ يَعتبِر فيبر نفسه عالم اجتماعٍ بل وجدَ نفسهُ أكثر في علمِ التأريخ.
على عكسِ إميل دوركهيم، لم يُؤمن فيبر بما يُعرَفُ بالتفسيرات أُحادية السَّبب، واقترح بدلًا من ذلك أنّه لأيِّ نتيجةٍ يُمكن أن تكون هناكَ أسبابٌ متعددة، وعلى عكسِ دوركهايم أيضًا، فقد كان فيبر مؤيدًا رئيسيًا لمناهضة الوضعيّة المنهجيّة، حيثُ دافعَ عن دراسة العمل الاجتماعي من خلال الأساليب التفسيرية (بدلًا من الأساليب التجريبية البحتة)، بناءً على فهمِ الغرض والمعاني التي يُعلِّقُها الأفراد على أفعالهم. كان هَمُّ فيبر الفكريّ الرئيسي هو فهمُ عمليّات العَقْلَنة والعَلْمَنة وما أعقب ذلك من إحساسٍ بخيبةِ الأمل. لقد صاغَ المؤرّخ الألماني أطروحةً تقولُ إنَّ مثل هذه العمليات ناتجةٌ عن طريقةٍ جديدةٍ للتفكير في العالَم، وترتبطُ بظهور الرأسمالية والحداثة.
اشتهرَ فيبر بأطروحته الأخرى التي تجمعُ بين علمِ الاجتماع الاقتصادي وعلمِ اجتماع الدين، مع التأكيدِ على أهميّة التأثيراتِ الثقافيّةِ المُضمَّنة في الدين بوصفها وسيلة لفهم نشأة الرأسمالية (على عكس الماديّة التاريخيّة لماركس). طَوَّرّ فيبر نظريته أولاً في عملهِ الأساسي، الأخلاق البروتستانتية وروح الرأسمالية (1905)، حيث عزا الزهد في البروتستانتيّة باعتبارها واحدةً مما يُعرف بالصلات الاختياريّة أو التجاذبات الاختياريّة الرئيسيّة التي أدَّت إلى ظهورِ مفاهيم من قَبيل اقتصاد السوق والأسواق الرأسماليّة والدولة القومية ومصطلحات أخرى برزت في العالَم الغربي. جادلَ ماكس في موضوع تعزيزِ الرأسماليّة كعقيدةٍ أساسيّةٍ للبروتستانتيّة، فاقترحَ أنَّ رُوح الرأسماليّةِ متأصِّلَةٌ في القيم الدينيّة البروتستانتيّة.
تُشكّل الأخلاق البروتستانتية الجزء الأول في تحقيقات فيبر الأوسع نطاقًا في موضوعِ الأديان العالميّة، حيث قام لاحقًا بفحصِ ودراسةِ ديانات الصين والهند، وكذلك اليهودية القديمة، مع إيلاء اهتمامٍ خاصٍّ لعواقبها الاقتصاديّة المختلفة وظروف التقسيم الطَّبَقي الاجتماعي. في بحثٍ رئيسي آخر صدرَ تحت عنوان «السياسة كمهنة»، عَرَّفَ فيبر مصطلح الدولة على أنَّها كيانٌ يدَّعِي بنجاحٍ احتكار الاستخدام المشروع للقوة المادية داخل إقليمٍ مُعيّن. يُعتبر ماكس أوَّل من صنّّف السُّلْطَة الاجتماعيّة إلى أشكالٍ متميزة: سلطة كاريزميّة، وتقليديّة، وقانونيّة عقلانيّة. لقد أكَّد تحليلُ فيبر للبيروقراطية أنَّ مؤسسات الدولة الحديثة تعتمدُ بشكلٍ متزايدٍ على السلطة الأخيرة (السلطة القانونيّة العقلانيّة). قدم عالِم الاجتماع الألماني مجموعةً متنوّعةً من المساهمات الأخرى في التاريخ الاقتصادي وفي المنهجيّة الاقتصاديّة، بل إنَّ تحليلهُ للحداثة والعقلانية أثَّرَ وبشكلٍ كبيرٍ على النظرية النقدية المرتبطةِ بمدرسة فرانكفورت.
كانَ فيبر بعد الحربِ العالميّة الأولى من بينِ مُؤسِّسِي الحزب الديمقراطي الألماني الليبرالي، كما ترشح أيضًا لمقعدٍ في البرلمان دون جدوى وعملَ مستشارًا للجنة التي صاغت دستور فايمار الذي وُصفَ «بالدستور الديمقراطي المشؤوم» لعام 1919. بعد إصابته بالإنفلونزا الإسبانيّة، تُوفيَّ العالِم الألماني عام 1920 بسببِ ذات الرئة، وذلك عن عمرٍ ناهزَ الـ 56 عامًا.

## الحياة الشخصية

### النشأة

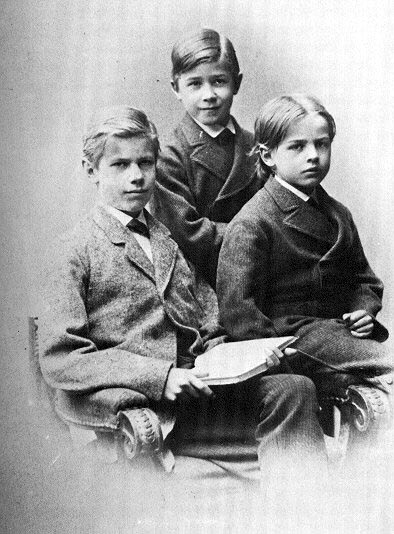
ماكس فيبر (إلى اليسار) وأخويه ألفريد (في الوسط) وكارل عام 1879

وُلِدَ ماكسيميليان كارل إميل فيبر في 21 نيسان/أبريل 1864 في إرفورت، مقاطعة ساكسونيا، بروسيا. كان ماكسيميليان الأكبرَ بين ثمانيّة أطفالٍ لماكس فيبر الأب وزوجته هيلين فالنشتاين. شغلَ فيبر الأب على مدارِ حياته عددًا من المناصب حيث عملَ في فترةٍ من الفترات محاميًا ثمّ موظفًا مدنيًا، وعضوًا في البرلمان عن الحزب الليبرالي القومي في لاندتاج البروسي والرايخستاغ. تنحدرُ أُصول والدة فيبر السيّدة هيلين فالنشتاين جزئيًا من مهاجِرٍين فرنسيين أثرياء من عرقيّة هوغونوتيون. تأثَّر ماكس فيبر الابن في طفولتهِ بالتوترات الزوجيّة والشخصيّة بين والده ذاك الرجل الذي يتمتعُ بالملذات في الحياةِ الدنيا بينما يتجاهلُ المسائل الدينيّة أو الحياة الآخرة ووالدته الكالفينيّة المتديّنة التي سعتْ إلى عيشِ حياةِ الزهد وكانت تعتنقُ وتُؤمن بأفكار دينيّة وأخلاقيّة مُطلَقة.
غمرت مشاركةُ فيبر الأب في الحياة العامَّة منزله في كلٍّ من السياسة والأوسَاط الأكاديميّة، حيثُ رحَّبَ صالونه الأدبي بالعلماء والشخصيات العامَّة مثل الفيلسوف فيلهلم دلتاي وليفين جولدشميت وغيرهما. قضى فيبر وشقيقه ألفريد – الذي أصبح هو الآخرُ عالِم اجتماعٍ – سنوات تكوينهما في هذا الجوّ الفكري والأدبي. بمناسبةِ أعياد الميلاد عام 1877، أهدى ماكس فيبر البالغ من العمرِ حينها ثلاثة عشر عامًا لوالديه مقالتَيْن تاريخيتين بعنوان «حول مسار التاريخ الألماني، مع إشارة خاصة إلى مواقف الإمبراطور والبابا» ومقالة ثانيّة بعنوان «حول العصر الإمبراطوري الروماني: من قسنطينة إلى عَصر الهجرات».
كان ماكس فيبر الابن يشعرُ بالمللِ في الفصول الدراسيّة، ولم يكن مُعجَبًا بالمدرِّسين الذين استاءوا بدورهم مما اعتبروه سلوكًا غير محترمٍ من التلميذ. قرأَ فيبر في وقتٍ ما وبشكلٍ سرّي جميع المجلدات الأربعين من كتاب يوهان غوته وقد قِيل أنَّ هذا الكتاب كان له تأثيرٌ مهمٌّ على فكرِ ماكس ومنهجيّته. كان ماكس يقرأُ العديد من الأعمال الكلاسيكيّة الأخرى، بما في ذلك أعمال الفيلسوف كانط وذلك قُبيل التحاقه بالجامعة.

### التعليم
التحقَ فيبر بجامعة هايدلبرغ عام 1882 كطالبِ قانونٍ، ثمَّ انتقلَ إلى جامعة برلين بعد عامٍ من الخدمة العسكريّة. بعد سنواتهِ القليلة الأولى كطالبٍ، والتي قضَى خلالها الكثير من الوقت في «شربِ الجعة والمبارَزة» كما وردَ في سيرته الذاتيّة، أخذ فيبر جانب والدتهِ وأصبحَ بعيدًا نوعًا ما عن والده. عملَ بالتزامن مع دراستهِ كمحامي مبتدئ، ثمّ اجتازَ عام 1886 امتحانًا مماثلًا لامتحان نقابة المحامين في الأنظمة القانونيّة البريطانية والأمريكية. واصلَ فيبر خلال أواخر ثمانينيات القرن التاسع عشر دراسته للقانون والتاريخ، وحصلَ على الدكتوراه في القانون عام 1889 من خلال كتابة أطروحةٍ حول التاريخ القانوني بعنوان «تاريخ الشراكات التجاريّة في العصورِ الوسطى». اعتُمدَ على هذه الأطروحة كجزءٍ من دراسة أطول وأكثر تفصيلًا وإحكامًا عن تاريخِ الشركات التجاريّة في العصور الوسطى وهي الدراسة التي نُشرت في نفس العام الذي ناقشَ فيه فيبر أطروحته. بعد ذلك بعامين، وبالعمل مع أوغست ميتزن، أكمل فيبر شهادة التأهل للأستاذية حيثُ تخصَّصَ حينها في التاريخِ الزراعي الروماني وأهميّته في القانونِ العام والخاص. بعد أن أصبحَ هذا المجالُ خاصًا، انضمَّ فيبر إلى هيئة التدريس بجامعة برلين، حيث ألقى المحاضرات كما قدَّمَ بعض الاستشارات للحكومة.

### الزواج

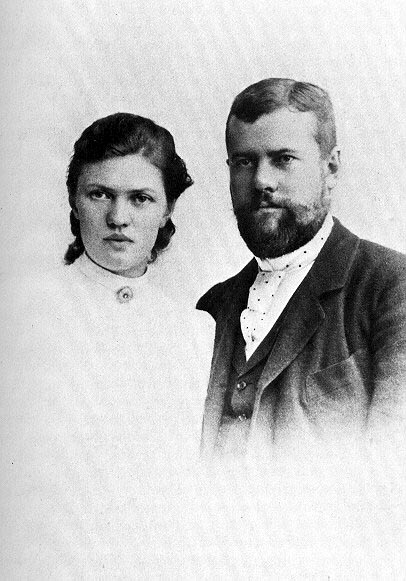
ماكس فيبر وزوجته ماريان (1894)

تزوَّج فيبر عام 1893 من قريبةٍ بعيدةٍ له هي ماريان شنيتر، التي كانت فيما بعدُ ناشطة نسويّة ومؤلِّفة، وقد لعبت دورًا أساسيًا في جمعِ ونشرِ مقالات فيبر في شكلِ كتبٍ بعد وفاته، بل كانت المصدر الأساسي أو ربما الأول في تحريرِ سيرتهِ الذاتيّة. لم يُرزق الثنائي بأطفال، لكنَّ هذا الزواج منحَ فيبر الاستقلال المالي الذي طال انتظارهُ وهو ما سمحَ له أخيرًا بمغادرة منزل والديه.

## المسيرة المهنيّة

### البداية
في سنوات ما بين الانتهاء من أطروحتهِ والحصول على شهادة التأهيل التدريسيّة، اهتمَّ فيبر بالسياسة الاجتماعية المعاصِرة. انضمَّ عام 1888 إلى جمعيّة السياسة الاجتماعيّة (بالألمانية: Verein für Socialpolitik) وهي جمعيّةٌ مهنيّةٌ جديدةٌ للاقتصاديين الألمان المنتسبِين إلى المدرسة التاريخيّة، الذين رأوا دور الاقتصادِ في المقام الأول كإيجاد حلولٍ للمشاكل الاجتماعية للعصَر. كان أغلبُ منتسبي هذه الجمعيّة من رواد الدراسات الإحصائية المهتمَّة بالقضايا الاقتصادية. شارك فيبر أيضًا في السياسة، فانضمَّ إلى المؤتمر الاجتماعي الإنجيلي اليساري. أنشأت جمعيّة السياسة الاجتماعيّة عام 1890 برنامجًا بحثيًا لفحصِ المسألة البولندية فيما يخصُّ تدفق عُمَّال المَزارع البولنديين إلى ألمانيا الشرقية حيث هاجر العمال المحليون إلى المدن الألمانية سريعة التطوّر. كُلِّفَ فيبر بمسؤولية الدراسة وكتب جزءًا كبيرًا من التقرير النهائي الذي أثار اهتمامًا وجدلًا كبيرًا، وهو ما مثَّل بداية شهرة فيبر كعالمِ اجتماع.
كانَ فيبر في الفترةِ الممتدّة من عام 1893 إلى 1893 عضوًا في رابطة عموم ألمانيا (بالألمانية: Alldeutscher Verband) وهي منظمةٌ قامت بحملةٍ ضد تدفق العمال البولنديين. لا يزالُ العلماء المعاصرون يُناقشون درجة دعم فيبر لألمنة البولنديين والسياسات القوميّة المماثلة. في بعضِ أعماله، ولا سيما محاضرتهُ حول «دولة الأُمَّة والسياسة الاقتصاديّة» التي ألقاها عام 1895، انتقدَ فيبر هجرة البولنديين ملقيًا باللومِ على طبقة يونكر في إدامةِ الهجرة السلافيّة لخدمةِ مصالحهم الأنانيّة مثلما وصفَها. :1–28
انتقلَ فيبر وزوجته ماريان (وتُكتَبُ في بعض المصادر ماريانا) إلى مدينةِ فرايبورغ عام 1894، حيث عُيِّنَ فيبر أستاذًا للاقتصاد في جامعة ألبرت لودفيغ، ثم عُيِّنَ في نفس المنصبِ في جامعة هايدلبرغ عام 1896. أصبحَ فيبر شخصيّةً محوريّةً في ما سُمِّيَّ حينها «دائرة فيبر» وهي الدائرةُ التي تكوَّنت من عددٍ من المثقفين آخرين بمن فيهم زوجةُ فيبر نفسها السيّدة ماريان وجورج جيلينيك وإرنست ترويلتش وفيرنر سومبارت وروبرت ميشيلز. ظلَّ فيبر نشطًا في المؤتمر الإنجيلي الذي كان يُعقَد على مدى فتراتٍ متفرّقةٍ حينها والذي كان يُناقِش مواضيع متنوعة ومختلفة، لكنّهُ ركَّز بحثه على الاقتصاد والتاريخ القانوني.

### المشاكل النفسيّة
تُوفيَّ فيبر الأب عام 1897 وذلك بعد شهرينِ فقط من شجارٍ حادٍ خاضهُ معَ ابنه ولم يتمّ حلُّه أبدًا. أصبحَ فيبر بعد ذلك أكثر عرضةً للاكتئابِ والعصبيّة وحتَّى الأرق ما صَعَّبَ عليهِ أداء واجباته كأستاذ. لقد أجبرتهُ حالته الصحيّة والنفسيّة خصوصًا على تركِ مقرره الدراسي غير مكتملٍ في خريفِ عام 1899. بعد قضاءِ أشهر الصيف والخريف من عام 1900 في مصَحَّة، سافر فيبر وزوجته إلى إيطاليا في نهاية العام، ولم يعودا إلى مدينةِ هايدلبرغ حتى نيسان/أبريل 1902. توقَّف فيبر مرةً أخرى عن التدريسِ عام 1903 ولم يَعُدْ حتى عام 1919. وُصِفَت محنةُ فيبر مع المرضِ النفسي بعنايةٍ في كتابِ التسلسل الزمني الشخصي الذي دمَّرتهُ زوجته بعدما خشَت أن يُقلِّلَ النازيون من مصداقيّة عمل فيبر إذا علموا عن تجربتهِ مع المرض النفسي بكلّ تلك التفاصيل.

### التعمُّق
بعد إنتاجيّةِ فيبر الهائلة في أوائل تسعينيّات القرن التاسع عشر، لم ينشرْ أيَّ أوراقٍ بحثيّةٍ بين أوائل عام 1898 وأواخر عام 1902، واستقال أخيرًا من منصبه كأستاذٍ في أواخر عام 1903. بعد تحرره من كلّ هذه الالتزامات، قَبِلَ في ذلك العام منصبَ مُحرِّرٍ مُشاركٍ في مجلَّة أرشيفات العلوم والرعاية الاجتماعيّة (بالألمانية: Archiv für Sozialwissenschaft und Sozialpolitik) حيثُ عملَ مع زميليهِ إدغار جافي وفيرنر سومبارت. تحوَّلت اهتماماتُ الرّجُل نحوَ القضايا الأكثر جوهريّة في العلوم الاجتماعية. اعتُبِرَت أعماله من هذه الفترة ذات أهميّة أساسيّة للباحثين المعاصِرين. بدأَ فيبر عام 1904 في نشر بعضِ أوراقه الأكثر أهميّة في هذه المجلّة، ولا سيما مقالتهُ الشهيرة «الأخلاق البروتستانتيّة ورُوح الرأسماليّة»، والتي أصبحت أشهر أعماله وأرْسَت الأُسس لأبحاثه اللاحقة حول تأثير الثقافات والأديان على تطوير النُّظُمِ الاقتصاديّة. كان هذا المقال هو العمل الوحيد من أعماله في تلك الفترة والذي نُشر ككتابٍ خلال حياته. كتب بعض أعماله الأخرى في أول عقدٍ ونصفِ العقدِ من القرن العشرين وهي الأعمال التي نُشِرَ معظمها بعد وفاته وكانت ترتكزُ وتُفسّر في مجالات علم اجتماع الدين وعلم الاجتماع الاقتصادي والقانوني، وقد اعتُبرت هذهِ الأعمالُ من بين أهمِّ مساهماتهِ الفكريّة.
زارَ فيبر عام 1904 الولايات المتحدة، حيث شاركَ في مؤتمر الفنون والعلوم الذي أُقيمَ فيما يتعلَّقُ بالمعرض العالمي (معرض شراء لويزيانا) في سانت لويس. وُضِعَ نُصبٌ تذكاريٌّ لزيارتهِ في منزلِ الأقارب الذين زارهم فيبر في ماونت إيري بولاية نورث كارولينا. على الرغم من تعافيه الجزئيّ الواضح من المرض النفسي في أمريكا، فقد شعرَ فيبر أنّهُ لم يكن قادرًا على استئنافِ التدريس المنتظِمِ في ذلك الوقت واستمرَّ في العمل كعالمٍ اجتماعيّ خاص وساعَده الميراث الذي حصلَ عليهِ عام 1907 في الابتعادِ عن ضغوط الحياة الماديّة في ظلِّ توقّفه عن العمل. أُصيبَ العالِم الألماني عام 1909 بخيبة أملٍ من جمعيّة السياسة الاجتماعيّة (تُعرَف في بعضِ المصادر باسمِ فيرين) فشاركَ في تأسيسِ جمعيّة علم الاجتماع الألمانية (بالألمانية: Deutsche Gesellschaft für Soziologie) وعمل كأوَّل أمين خزينةٍ لها، على الرغم من استقالته في عام 1912.

### عالَم السياسة
حاولَ فيبر في وقتٍ لاحقٍ من عام 1912 تنظيمَ حزبٍ سياسي يساري يضمُّ الاشتراكيين الديمقراطيين والليبراليين، لكنَّ هذه المحاولة باءت بالفشل ويرجعُ ذلك جزئيًا إلى أنَّ العديد من الليبراليين كانوا يخشونَ ما كان يُعرف حينها بالثوريّة الاشتراكيّة الديمقراطية.

#### الحرب العالمية الأولى
عند اندلاع الحرب العالمية الأولى تطوَّع فيبر – البالغِ من العمر 50 عامًا – للخدمة فعُيِّنَ كضابطٍ احتياطيٍّ مسؤولٍ عن تنظيمِ مستشفيات الجيش في مدينةِ هايدلبرغ، وهو الدور الذي قامَ به حتى نهايةِ عام 1915. تغيَّرت آراء ماكس حول الحرب وتوسيع الإمبراطورية الألمانية أثناءَ الصراع. دَعَمَ عالِم الاجتماع الألماني في وقتٍ مبكّر الخطاب القومي والجهود الحربيّة، على الرغم من بعض التردد، فنظرَ إلى الحربِ على أنّها ضرورةٌ للوفاء بالواجب الألماني كقوة دولة رائدة. لكن وبمرور الوقت أصبحَ فيبر أحد أبرز منتقدي التوسّع الألماني وسياسات فيلهلم الثاني. هاجمَ فيبر علنًا خطة شليفن (عُرفت أيضًا بسياسةِ الضمّ البلجيكيّة) وحرب الغوَّاصات المفتوحة، ودَعَم لاحقًا الدعوات للإصلاح الدستوري والديمقراطية والاقتراع العمومي.

#### ما بعد الحرب العالمية الأولى
انضمَّ فيبر إلى مجلسِ العمال والجنود في هايدلبرغ في عام 1918، وكان أحد أفراد الوفد الألماني الذي أُرسلَ إلى مؤتمر باريس للسلام كما عملَ مستشارًا للجنة السريّة للإصلاح الدستوري، التي صاغت دستور فايمار. بدافعٍ من فهمه للنموذج الأمريكي، دعا ماكس إلى رئاسة قوية منتخَبة شعبيًا كموازنة دستورية لسلطة البيروقراطية المهنية. الأمر الأكثر إثارةً للجدل هو أنه دافع أيضًا عن أحكامِ السلطات الرئاسيّة الطارئة التي أصبحت المادة 48 من دستور فايمار. استخدم أدولف هتلر هذه الأحكام لاحقًا لتقويضِ بقيّة الدستور وإرساءِ حكمهِ الجديد وهو ما سمحَ لنظامه بقمع المعارضة واكتسابِ سلطات ديكتاتوريّة.
ترشَّحَ فيبر في الانتخابات البرلمانيّة وذلك للحصولِ على مقعدٍ برلماني حيثُ ترشَّحَ كعضوٍ عنِ الحزب الديمقراطي الألماني الليبرالي الذي كان قد شاركَ في تأسيسهِ لكنّه فشلَ في الفوزِ بما كان يُريد. عارضَ ماكس كلاً من الثورة الألمانية اليساريّة (1918-1919) والتصديق على معاهدة فرساي، وهي مواقف مبدئيّة تبنَّاهَا الحزب الديمقراطي الاجتماعي في ذلك الوقت، وهي المواقفُ التي ربما مَنعت فريدريش إيبرت رئيس الحزب الحاكِم من تعيينِ فيبر وزيرًا أو سفيرًا على الأقل. حظي فيبر باحترامٍ واسعِ النِّطاق ولكن تأثيرهُ كان ضئيلًا نسبيًا. جديرٌ بالذكرِ هنا أنَّ دور فيبر في السياسة الألمانيّة لا يزالُ موضوعًا يُثير الكثير من الجدل حتى يومنا هذا.
في نقدِ فيبر لليسار، اشتكى من زعماءِ رابطةِ سبارتاكوس اليساريّة بقيادة كارل ليبكنخت وروزا لوكسمبورغ اللذانِ سيطرَا على حكومة مدينة برلين بينما كان فيبر يُناضل من أجل حزبه:
 لدينا هذه الثورة [الألمانية] لنشكرها على حقيقةِ أنَّنا لا نستطيعُ إرسال فرقةٍ واحدةٍ ضدَّ البولنديين. كل ما نراه هو الأوساخ والوحل والروث وكعوب الخيول ولا شيء آخر. ينتمي ليبكنخت للحديقةِ المجنونة وتنتمي روزا لوكسمبورغ لحديقة الحيوان.
كان فيبر – في الوقت نفسهِ – ينتقدُ معاهدة فرساي، التي كان يَعتقد أنها وَجَّهت بشكلٍ غير عادلٍ ذنب الحرب لألمانيا، حيثُ اعتقد فيبر أنَّ العديد من الدول كانت مذنبةً ببدءها تلك النزاعات وليس فقط ألمانيا، فجادلَ في تقديم هذه الحالة بالقول::20
 هناك قوةٌ واحدةٌ فقط أرادت الحربَ في جميعِ هذه الظروف بإرادتها الخاصة ووفقًا لأهدافها السياسية المطلوبة: روسيا [...] لم يخطر ببالي أبدًا أن الغزو الألماني لبلجيكا [عام 1914] لم يكن سوى فعل بريء من جانبِ الألمان.
في وقتٍ لاحقٍ من كانون الثاني/يناير 1919، وبعدَ هزيمة فيبر وحزبه في الانتخابات، ألقى عالِم الاجتماع واحدةً من أعظمِ محاضراته الأكاديميّة بعنوان «السياسة بوصفها حرفة» والتي تحدث فيها على العنف المتأصِّل والخداع الذي رآه بين السياسيين حتى صارَ هذا العنف والخداع بمثابة مهنة أو وظيفة بالنسبة لهم. خَتمَ ماكس محاضرتهُ بحديثٍ عن طبيعة السياسيين بالقول: «في تسعة من كل عشرِ حالات [السياسيّون] هم أكياسُ رياحٍ منتفخةٍ بالهواءِ الساخنِ حول أنفسهم. إنهم ليسوا على اتصالٍ بالواقع، ولا يشعرون بالعبء الذي يتعيَّنُ عليهم تحمله، إنهم يُسَكِّرُون أنفسهم بأحاسيس رومانسية».:21,196

### السنوات الاخيرة

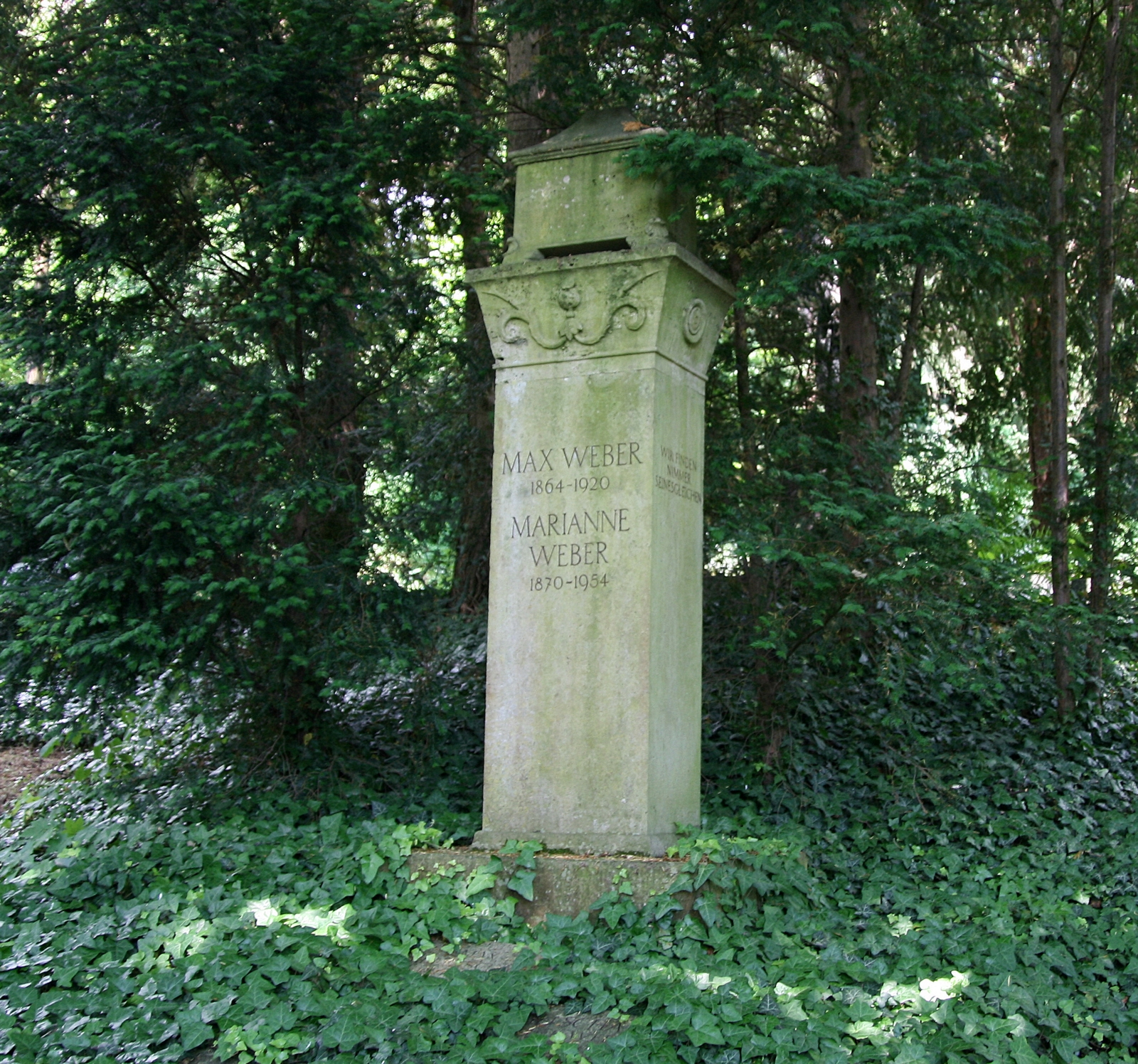
قبر فيبر في مدينةِ هايدلبرغ

استأنفَ فيبر التدريس بعدما أُحبطَ من السياسة. عاودَ التعليم بدايةً في جامعة فيينا، ثم بعد عام 1919 في جامعة ميونيخ. جُمِعَت محاضراتهُ من تلك الفترة في كُتب رئيسيّة صدرت تحتَ عناوين مختلفة ومتنوعّة على غِرار كتاب التاريخ الاقتصادي العام (بالألمانية: Wirtschaftsgeschichte)، وكتاب العلم بوصفهِ حرفة (بالألمانية: Wissenschaft als Beruf) فضلًا عن كتاب السياسة بوصفها حرفة (بالألمانية: Politik als Beruf). ترأسَ فيبر في مدينةِ ميونيخ أول معهدٍ جامعي ألماني لعلمِ الاجتماع، لكنه لم يشغل منصب أستاذٍ في هذا المعهد. هاجمَ العديد من الزملاء والطلاب في ميونيخ نظرة فيبر للثورة الألمانيّة، بينما نظَّمَ بعض الطلاب اليمينيين احتجاجاتٍ أمام منزله.
أُصيب ماكس فيبر في الرابع عشر من حزيران/يونيو 1920 بالإنفلونزا الإسبانيّة وتوفيَّ بسببِ ذات الرئة (الالتهاب الرئوي) في ميونيخ. لم يكن فيبر في وقتَ وفاته قد انتهى من كتابهِ حول النظريّة الاجتماعيّة بعنوان الاقتصاد والمجتمع وقد ساعدت أرملته ماريان في إصدارهِ عام 1921-1922.

## المنهجية
بالنسبة لماكس فيبر فعلمُ الاجتماع هو «علمٌ يُحاول الفهمَ التفسيري للفِعل الاجتماعي من أجل الوصول إلى تفسيرٍ سَبَبي لمساره وتأثيراته». أوضحَ فيبر في منهجيّته أنه مَيَّزَ نفسه عن دوركهايم وماركس وغيرهما من الشخصيات الكلاسيكية، وذلك لأنّه ركَّز أولًا على الأفراد والثقافة وثانيًا لأنّه على عكسِ المنظرين مثل كونت ودوركهايم، لم يُحاول (بوَعْي) إنشاءَ أيَّ مجموعةٍ محددةٍ من القواعد التي تحكُم علم الاجتماع أو العلوم الاجتماعية بشكل عام. لقد ركَّزَ دوركهايم على المجتمع، في حين ركَّز فيبر على الفرد وأفعاله (أي البنية والفاعليّة). دافعَ ماركس في المُقابل عن أسبقيّة العالم المادي على عالَم الأفكار، أمَّا فيبر فقد قدَّرَ الأفكار على أنها أفعالٌ تحفيزية للأفراد.
اهتمَّ فيبر في المقامِ الأول بمسألة الموضوعيّة والذاتية، وميَّزَ الفعل الاجتماعي عن السلوك الاجتماعي، مشيرًا إلى أنَّ الفعل الاجتماعي يجب أن يُفهم من خلال كيفيّة ارتباط الأفراد ببعضهم البعض بشكل ذاتي. يجب أن تستندُ دراسة الفعل الاجتماعي – بحسبِ فيبر – على الوسائل التفسيريّة لفهمِ المعنى والغرض الذي يربطهُ الأفراد بأفعالهم. قد يكون للأفعال الاجتماعيّة وسائلٌ موضوعيّةٌ يُمكن تحديدها بسهولة، ولكن هناك غاياتٌ أكثرُ ذاتيّة وفهْمُ هذه الغايات من قبل العالِم يخضع لطبقةٍ أخرى من الفهم الذاتي (تلك الخاصة بالعالِم). أشار فيبر إلى أنَّ أهمية الذاتية في العلوم الاجتماعية تجعلُ إنشاء قوانين عالَميّة خادعة أكثر صعوبة مما هو عليه في العلوم الطبيعية وأنَّ مقدار المعرفة الموضوعيّة التي قد تُحقّقها العلوم الاجتماعيّة محدودٌ بشكلٍ محفوفٍ بالمخاطر.
أيَّدَ فيبر بشكلٍ عامٍ هدف العلم الموضوعي باعتباره هدفًا يستحق السعي لتحقيقه بالتأكيد، على الرغم من أنه أشار إلى أنه هدفٌ لا يُمكن الوصول إليه في النهاية:
 لا يُوجد تحليل علمي موضوعي مطلَق للثقافة. كلُّ معرفة بالواقع الثقافي هي المعرفةُ دائمًا من وجهات نظر معينة. إنَّ التحليل الموضوعي للأحداث الثقافيّة، والذي ينطلقُ وفقًا للأطروحة القائلة بأنَّ المثل الأعلى للعلم هو اختزال الواقع التجريبي إلى قوانين، لا معنى له لأنَّ معرفة القوانين الاجتماعية ليست معرفة بالواقع الاجتماعي بل هي بالأحرى إحدى الوسائل المختلفة التي تستخدمها عقولنا لتحقيق هذه الغاية.
يُمكن بحسبِ فيبر إرجاع مبدأ الفردية المنهجيّة، الذي ينصُّ على أنَّ علماء الاجتماع يَجب أن يسعوا إلى فهم الجماعات (مثل الأمم، والثقافات، والحكومات، والكنائس، والشركات، وما إلى ذلك) فقط كنتيجة وسياق تصرفات الأفراد، لا سيما في الفصل الأول من كتابِ الاقتصاد والمجتمع، حيث يُجادل العالِم الألماني بأنَّ الأفراد فقط «يُمكن معاملتهم بوصفهم فاعلين في مسار عملٍ يمكن فهمه ذاتيًا». أكَّدَ فيبر بعبارة أخرى أنَّ الظواهر الاجتماعيّة يُمكن فهمها علميًا فقط إلى الحدِّ الذي يتمُّ فيه التقاطها من خلال نماذج سلوك الأفراد الهادفين التي تنحرفُ عنها الأحداث التاريخية الفعليّة بالضرورة بسببِ عوامل عَرَضيّة وغير منطقيّة. لا توجد تركيبات تحليليّة للنوع المثالي أبدًا في الواقع، ولكنها – بحسبِ فيبر دائمًا – تُوفّر معايير موضوعيّة يُمكن على أساسها قياس بنى الحياة الواقعية:
 نحن لا نعرف أي مُثُل يمكن التحقق منها علميًا. من المؤكَّدِ أن هذا يجعل جهودنا أكثر صعوبةً مما كانت عليه في الماضي، حيث يُتوقَّعُ مِنَّا إنشاء مُثلنا العليا من داخل صدرنا في عصر الثقافة الذاتية.
طُوِّرَت منهجيّة فيبر في سياقِ نقاشٍ أوسعٍ حول منهجية العلوم الاجتماعيّة. لقد كانَ موقف فيبر في الواقعِ قريبًا مما يُعرف بالتاريخيّة، حيث أدركَ أنَّ الأفعال الاجتماعيّة مرتبطةٌ ارتباطًا وثيقًا بسياقاتٍ تاريخيّةٍ معينة، ويتطلَّبُ تحليلها فهم الدوافع الذاتية للأفراد (الفاعلين الاجتماعيين). وهكذا تُؤكّد منهجيّة فيبر على استخدام التحليل التاريخي المقارن. كان فيبر على هذا النحو مهتمًا أكثر بشرحِ كيف أنَّ نتيجةً معيّنةً كانت نتيجةً لعمليات تاريخية مختلفة بدلاً من التنبؤ بنتيجةِ تلك العمليات في المستقبل.

## نظريات

### النموذج البيروقراطي (النموذج القانوني العقلاني)
تُحاول نظريّة ماكس فيبر للبيروقراطية والمعروفة أيضًا باسمِ «النموذج العقلاني القانوني» تفسير البيروقراطية من وجهة نظر عقلانيّة. جادلَ فيبر بأنَّ البيروقراطيّة تقومُ على المبدأ العام المتمثل في تحديد الكفاءات الشاملة والمنظمة بدقة للمكاتب المختلفة والتي تستندُ إلى قواعد أو قوانين أو لوائح إداريّة.:76
يُشير فيبر على وجهِ الخصوص إلى ثلاثة جوانب تُشكّل جوهر الإدارة البيروقراطية في القطاع العام::76–77
- إنشاء تقسيم صارم للعمل الذي يُحدد بوضوح المهام والواجبات العاديّة للنظام البيروقراطي المُعيَّن.
- وجوب لوائح تصفُ سلاسل القيادة الراسخة والواجبات والقدرة على إجبار الآخرين على الامتثال.
- توظيف الأشخاص ذوي المؤهلات المعتمَدة الخاصَّة ما يدعمُ التنفيذ المنتظِم والمستمر للمهام الموكَلة.

يشرحُ فيبر البيروقراطية من خلال تسع خصائص أو مبادئ رئيسيّة هي:
1. الأدوار المتخصّصة
2. التوظيف على أساس الجدارة (وتُختبَر عبرَ المنافسة المفتوحة على سبيل المثال لا الحصر)
3. المبادئ الموحَّدة للتنسيب والترقية والنقل في النظام الإداري
4. هيكل رواتب منهجي
5. التسلسل الهرمي والمسؤولية والمساءَلة
6. إخضاعُ السلوك الرسمي لقواعد الانضباط والرقابة الصارمة
7. سيادة القواعد المجرَّدة
8. سلطة غير شخصيّة
9. الحياد السياسي

#### فوائد البيروقراطية
لاحظَ فيبر أنَّ البيروقراطية الحقيقية أقلُّ فعالية من نموذجه المثالي. يُمكن أن يتدهورَ كلُّ مبدأٍ من مبادئ فيبر، خاصَّة عند استخدامه لتحليل المستويات الفردية في المؤسسة. ومع ذلك، عند تنفيذِ هذه المبادئ التي صاغها العالِم الألماني في إطارِ مجموعة أو نظام، يُمكن تحقيق شكلٍ من أشكالِ الكفاءة والفعاليّة، لا سيما فيما يتعلَّقُ بإنتاجٍ أفضل. يُصبح هذا صحيحًا بشكلٍ خاصٍّ عندما يُؤكّد النموذج البيروقراطي على المؤهلات (المزايا)، والتخصّص في نطاق الوظيفة (العمل)، والتسلسل الهرمي للسلطة، والقواعد، والانضباط وهي المبادئ التي صاغها فيبر وفصَّل فيها في أعماله.

#### ضعف البيروقراطية
يُمكن أن تكونَ الكفاءة والفعاليّة غير واضحة ومتناقضة، خاصَّةً عندَ التعامل مع الأمور المُبسَّطة، ففي بيروقراطيّة مجرَّدة من الإنسانيّة حيثُ يتعيَّنُ على كل عاملٍ أن يتخصَّصَ من اليومِ الأول دون تناوبِ المهام خوفًا من انخفاض الإنتاج ستكونُ المهام روتينيّة ويُمكن أن تُساهم في زيادة الملل، وبالتالي قد يشعرُ الموظَّفون أحيانًا أنهم ليسوا جزءًا من رؤية عمل المنظمة ورسالتها، وعليهِ تناقص الشعور بالانتماء على المدى الطويل. علاوةً على ذلك، يميلُ هذا النوع من التنظيم إلى التقليلِ من إمكانات الموظفين ولو بشكلٍ غير مباشر، حيث يتمُّ تجاهل إبداع العمال لصالحِ الالتزام الصارمة بالقواعد واللوائح والإجراءات.

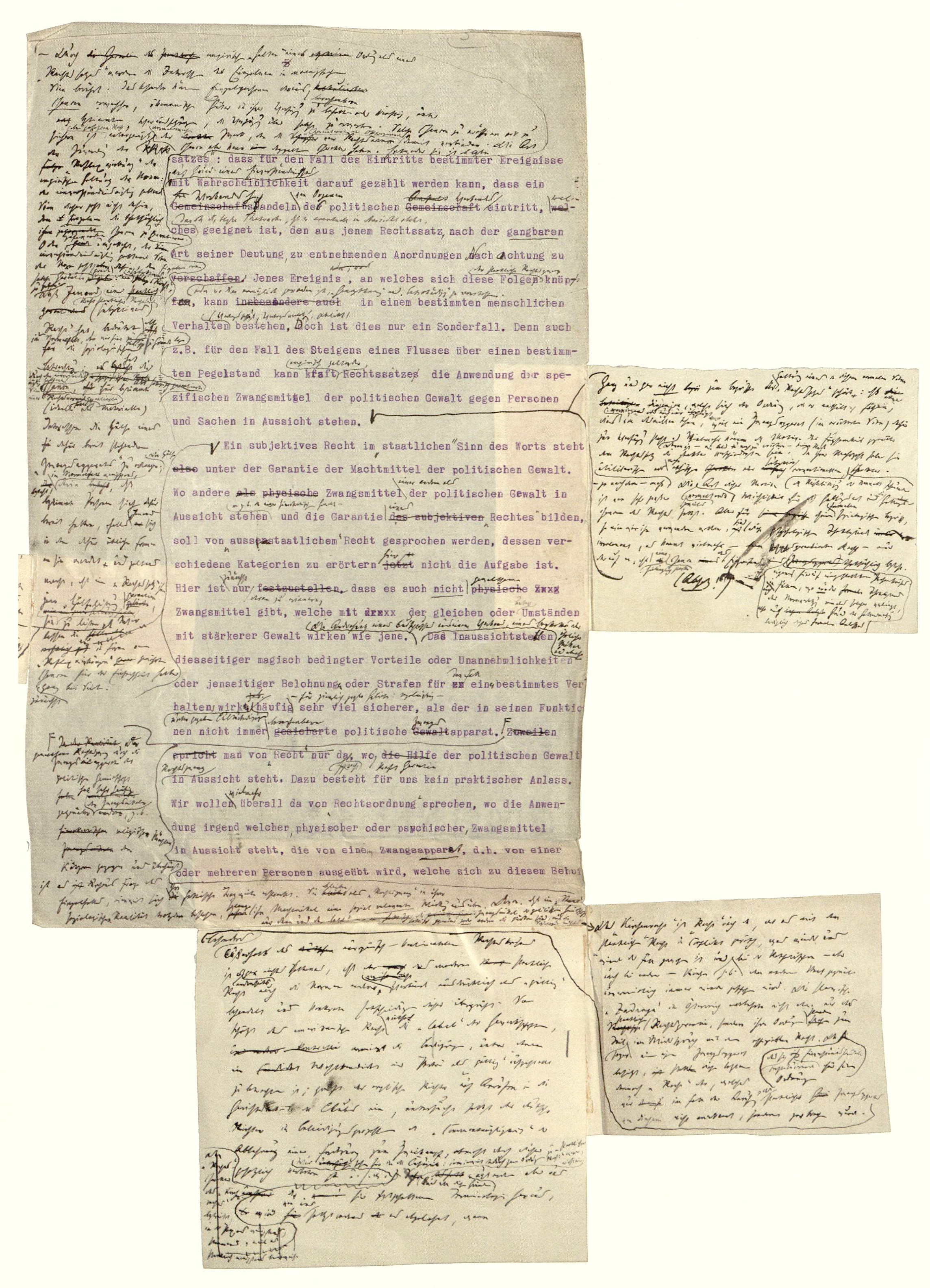
صفحةٌ من النسخة المطبوعة من كتابِ الاقتصاد والمجتمع الذي ألَّفهُ فيبر.

### الترشيد
وصفَ العديد من العلماء الترشيد ومسألة الحرية الفرديّة (الفردانيّة) في مجتمعٍ عقلاني بشكلٍ متزايدٍ كموضوع رئيسي لعمل فيبر. وُضغت هذه المصطلحات في السياقِ الأكبر للعلاقة بين الدوافع النفسية والقيم والمعتقَدات الثقافية (الدين بشكل أساسي)، وهيكل المجتمع (عادة ما يُحدّده الاقتصاد). فهمَ فيبر التبرير الترشيدَ أولًا على أنه حساب التكلفة والعائد الفردي، كما اعتبرهُ أحد مكوّنات التنظيم البيروقراطي الأوسع للمنظمات.
 يتسمُ مصير عصرنا بالعقلنة والعقلانية، وقبل كل شيء بخيبة أملِ العالم. 
بدأ فيبر دراساته عن هذا الموضوع في كتابه الأخلاق البروتستانتية وروح الرأسمالية، حيث جادلَ بأنَّ إعادة تعريف العلاقة بين العمل والتقوى في البروتستانتية وخاصة في الطوائف البروتستانتية الزهدية، ولا سيما الكالفينية، قد حوَّلت الجُهد البشري نحو الجهود العقلانية الهادفة. يتمُّ التعبير عن التقوى تجاه الله في الديانة البروتستانتيّة من خلال الدعوة العلمانية للفرد (علمَنة الدعوة) كما يقول ماكس، بل جادلَ بأنَّ الجذور العقلانيّة لهذهِ العقيدة سُرعان ما نمت بشكلٍ غير متوافقٍ مع الدين بل وأكبرَ منه، وبالتالي أُهمَلَ الأخير في النهاية.
واصل فيبر تحقيقه في هذه المسألة في أعمال لاحقة، لا سيما في دراساته حول البيروقراطية وتصنيفهِ السّلطة الشرعيّة (أو سلطة المجتمع) إلى ثلاثةِ أنواع: العقلانية القانونية والتقليدية والكاريزميّة. يرى فيبر أنَّ السلطة العقلانيّة القانونيّة (التي تُطبَّق من خلالِ البيروقراطيّة) هي المسيطرُ في العالم الحديث. وصفَ فيبر في بعضٍ من أعمالهِ ما رآه من حركةِ المجتمع نحو العقلنة، وبالمثل يُمكن رؤية الترشيد في الاقتصاد، مع تطور رأسمالية عالية العقلانية وحسَّاسة. رأى فيبر أيضًا أنَّ الترشيد هو أحدُ العوامل الرئيسيّة التي تميّز الغرب الأوروبي عن بقيّة العالم. لقد اعتمدَ الترشيد على تغييرات عميقة في الأخلاق والدين وعلم النفس والثقافة، وهي التغييرات التي حدثت لأول مرة في الحضارة الغربية:
تشملُ ميزات الترشيد (ويُشار لها في بعض المصادر بالعقلَنة أو التسويغ أو حتّى التبرير) زيادة المعرفةِ وتحسين السيطرة على الحياة الاجتماعيّة والماديّة. كانَ فيبر مترددًا تجاه الترشيد، فبينما اعترفَ بأنَّ هذا المفهومَ كانَ مسؤولًا عن العديد من التطورات، وعلى وجه الخصوص تحرير البشر من المبادئ التوجيهيّة الاجتماعيّة التقليديّة والمُقيّّدة وغير المنطقية، فقد انتقدهُ أيضًا – أي المصطلح أو المفهوم – لتجريدِ الأفراد من إنسانيّتهم باعتبارهم «تروسًا في الآلة» وتقليص حريّتهم، وحبسهم في القفص البيروقراطي الحديدي للعقلانية والبيروقراطية. تتعلَّقُ بالعقلنة عمليَّةُ خيبة أملٍ كما رأى فيبر، بحيث يُصبح العالم أكثر شَرحًا ووضوحًا وأقل تصوفًا وروحانيّة، حيث ينتقلُ من لأديان مُتعددة الآلهة إلى الديانات التوحيدية وأخيرًا إلى العلم اللَّاإلهي للحداثة. مع ذلك، فإن تفسيرًا آخر لنظرية فيبر عن خيبة الأمل، قدَّمه المُؤرِّخ في علمِ الأديان جيسون جوزيفسون ستورم، يدَّعِي أنَّ فيبر لا يتصوَّر ثُنائيةً بين العقلانيّة والتفكير السحري، وأنَّ فيبر أشار في الواقع إلى عزل السحر وإضفاء الطابع المهني عندما وصف خيبة الأمل.:299–300 بالنسبة لفيبر فإنَّ عمليّات الترشيد والعقلَنة تؤثّر على المجتمع بأسره، وتُزيل القيم القيم الساميّة من الحياة العامة وتجعلُ الفنَّ أقلَّ إبداعًا. في نقدٍ بائسٍ للعقلانيّة، يُلاحظ فيبر أنَّ المجتمع الحديث هو نِتاجُ دافعٍ فردي للإصلاح، ولكن في نفس الوقت، فإنَّ المجتمع الذي تم إنشاؤه في هذه العملية أقل ترحيباً بالفردانيّة

### علم اجتماع الدين
بدأَ عمل فيبر في مجال علم اجتماع الدين بمقالهِ المعنَون بالأخلاق البروتستانتيّة وروح الرأسمالية واستمرَّ بتحليلاتهِ في دين الصين ودين الهند واليهوديّة القديمة، ومع ذلك فقد توقَّف عملهُ وبحثهُ في موضوعِ الديانات الأخرى بسبب وفاتهِ المفاجئة عام 1920، مما منعه من دراسةِ المسيحية والإسلام بعدما كان قد أنهى دراسة اليهوديّة. كانت الموضوعات الرئيسيّة الثلاثة في مقالات الرجل في تلك الفترة تتمحور بالأساس حولَ تأثير الأفكار الدينيّة على الأنشطة الاقتصاديّة وعنِ العلاقة بين التقسيم الطبقي الاجتماعي والأفكار الدينية وكذا عنِ السِّمات المُميِّزة للحضارة الغربيّة.
رأى فيبر أنَّ الدين هو أحدُ القوى الأساسيّة في المجتمع، بل كان هدفه من وراء دراساتهِ هو إيجادُ أسبابٍ لمسارات التطور المختلفة لثقافات الغرب والشرق دونَ الحكم عليها أو تقييمها، مثل بعض المُفكّرين المعاصِرين الذين اتبعوا النموذج الدارويني الاجتماعي. لقد أرادَ فيبر في المقامِ الأول شرح العناصر المميّزة للحضارة الغربيّة، وأكَّد أنَّ الأفكار الدينية الكالفينية (وعلى نطاق أوسع، البروتستانتيّة) كان لها تأثيرٌ كبيرٌ على الابتكار الاجتماعي وتطوير النظام الاقتصادي في الغرب، لكنه أشار إلى أنها لم تكن العوامل الوحيدة في هذا التطور. من بين العوامل البارزة الأخرى التي ذكرها فيبر عقلانيّة السعي العلمي، ودمج الملاحظة مع الرياضيات، والفقه، والتنظيم العقلاني والبيروقراطية للإدارة الحكوميّة والمشاريع الاقتصاديّة.
اقترحَ فيبر أيضًا نموذجًا تطوريًا اجتماعيًا للتغيير الديني، موضّحًا أنه وبشكلٍ عامٍ فقد انتقلت المجتمعات من السحر إلى تعدد الآلهة، ثم إلى وحدة الوجود والتوحيد وأخيراً التوحيد الأخلاقي. حدثَ هذا التطور وفقًا لفيبر لأنَّ الاستقرار الاقتصادي المتزايد سمحَ باحتراف وتطور كهنوتٍ أكثر تعقيدًا من أي وقت مضى، ومعَ ازديادِ تعقيد المجتمعات واشتمالها على مجموعات مختلفة، تطوَّر التسلسل الهرمي للآلهة ومع زيادة مركزية السلطة في المجتمع، أصبح مفهوم إله واحد عالمي أكثر شعبيّة ومرغوبًا فيه.

#### الأخلاق البروتستانتية وروح الرأسمالية
يُعتبر كتاب الأخلاق البروتستانتية وروح الرأسمالية من أشهر أعمال فيبر. لقد قِيل أن هذا العمل لا ينبغي أن يُنظر إليه على أنه دراسة تفصيلية للبروتستانتية، ولكن بالأحرى كمقدمة لأعمال فيبر اللاحقة، لا سيما دراساته حول التفاعل بين الأفكار الدينيّة المختلِفة والسُّلوك الاقتصادي كجزءٍ من عقلنة المجال الاقتصادي. طرحَ فيبر أطروحةً مفادها أن الأخلاق والأفكار الكالفينية أثرت في تطور الرأسمالية، ويُلاحظ تحول المركز الاقتصادي في أوروبا بعد الإصلاح بعيدًا عن البلدان الكاثوليكيّة مثل فرنسا وإسبانيا وإيطاليا، ونحو البلدان البروتستانتية مثل هولندا وإنجلترا واسكتلندا وألمانيا. يُلاحظ فيبر أيضًا أن المجتمعات التي بها عددٌ أكبرُ من البروتستانت كانت هي المجتمعات ذات الاقتصاد الرأسمالي الأكثر تطورًا.:15–16 وبالمثل في المجتمعات ذات الأديان المختلفة، فقد كان قادة الأعمال الأكثر نجاحًا من البروتستانت، وهكذا جادلَ فيبر بأنَّ الكاثوليكية الرومانية أعاقت تطور الاقتصاد الرأسمالي في الغرب، كما فعلت الأديان الأخرى مثل الكونفوشيوسية والبوذية في أماكن أخرى من العالم:
كانَ الولاء الديني المسيحي تاريخيَا مصحوبًا برفضِ الشؤون الدنيويّة، بما في ذلك السعي الاقتصادي. أظهرَ فيبر أنَّ أنواعًا معينة من البروتستانتية – ولا سيما الكالفينية – كانوا داعمين للسعي العقلاني لتحقيق مكاسب اقتصاديّة وأنشطة دنيوية مكرَّسة لذلك، معتبرين إياهم يتمتعون بأهمية أخلاقية وروحية. جادلَ فيبر بأن هناك العديد من الأسباب للبحث عن أصول الرأسمالية الحديثة في الأفكار الدينية للإصلاح. حفَّزت الأخلاق البروتستانتية (أو بشكل أكثر تحديدًا: الأخلاق الكالفينية) المؤمنين على العمل الجاد، والنجاح في الأعمال التجارية وإعادة استثمار أرباحهم في مزيدٍ من التطوير بدلًا من «الملذات التافهة». مفهوم الدعوة يعني أن على كل فردٍ أن يتخذ إجراءً كمؤشر على خلاصه، فمجرد أن تكون عضوا في الكنيسة لم يكن كافيًا. لقد برَّرَ المؤمنون السعي وراء الربحِ من الدين، فبدلًا من أن يغذيها الجشع أو الطموح المشكوك فيه أخلاقيًا، كانت أفعالهم مدفوعة بفلسفة أخلاقية ومحترَمة للغاية. سمَّى فيبر هذا السعي باسمِ «روح الرأسمالية» فقد كانت الأيديولوجية الدينية البروتستانتية وراءَ النظام الاقتصادي الرأسمالي. غالبًا ما يُنظر إلى هذه النظرية على أنها انعكاسٌ لأطروحة ماركس القائلة بأن القاعدة الاقتصادية للمجتمع تحدد جميع جوانبهِ الأخرى.
تخلَّى فيبر عن البحث في البروتستانتية حيث بدأ زميله إرنست ترويلتش، وهو عالم لاهوت مخضرم، العملَ على كتاب التعاليم الاجتماعية للكنائس والطوائف المسيحية. سببٌ آخرٌ لقرارِ فيبر هو أنَّ عمل ترويلتش قد حقَّقَ بالفعل ما رغبَ فيهِ في هذا المجال: وضع الأساس لتحليل مقارِن للدين والمجتمع. إنَّ عبارة «أخلاقيات العمل» المستخدَمَة في التعليق الحديث هي عبارةٌ مشتقةٌ من فكرة «الأخلاق البروتستانتيّة» التي ناقشها فيبر. تمَّ تبنِّي هذا المصطلح عندما عُمِّمَت فكرة الأخلاق البروتستانتية لتطبيقها على اليابانيين واليهود وغيرهم من غير المسيحيين وبالتالي فقدَت دلالاتها الدينية.

#### دين الصين
يُعتبَر كتاب «دين الصين» ثاني أكبر أعمال فيبر في علم اجتماع الدين، وركَّزَ فيهِ على جوانب المجتمع الصيني التي كانت مختلفة عن تلك الموجودة في أوروبا الغربيّة، لا سيما تلك الجوانب التي تتناقضُ مع مفهوم التطهيريّة، كما تساءل عمله عن سبب عدم تطور الرأسمالية في الصين. ركَّز ماركس على قضايا التنمية الحضرية الصينية، والتراث الصيني والسلطة الرسميّة والدين والفلسفة الصينيّة (الكونفوشيوسية والطاوية في المقامِ الأول)، باعتبارها المجالات التي اختلفت فيها التنميّة الصينية بشكل أكثر تميزًا عن المسار الأوروبي.
يرى فيبر أنَّ الكونفوشيوسيّة والتزمُّت هما نوعانِ من التفكير العقلاني يستبعدُ كلٌّ منهما الآخر، حيث يحاول كل منهما وصفَ طريقة حياةٍ قائمةٍ على العقيدة الدينية. يُؤكّد ماكس على أنَّ هاتين الصفتين كانتَا مُجرَّد وسيلةٍ للوصولِ إلى الهدف النهائي فقسَّمهما على أساسِ الاختلافِ الرئيسي بين المفهومين. كان هدفُ الكونفوشيوسيّة يتمحورُ حول ما يُعرف «بالمكانة المثقفة» بينما تمحورَ هدف التزمت البيوريتاني حولَ خلقِ أفرادٍ يكونون بمثابة «أدوات الله» في الأرض. لقد كانت شدّة الإيمان والحماس للعمل نادرةً في الكونفوشيوسية، بينما كانت شائعةً في البروتستانتية، كما كان الكدُّ والعناءُ من أجلِ الثروة أمرًا غير لائق في الكونفوشيوسية، لذلك يذكرُ فيبر أنَّ هذا الاختلاف في المواقف الاجتماعيّة والعقليّة، الذي شكَّلته الأديان السائدة، هو الذي ساهمَ في تطوّر الرأسمالية في الغربِ وغيابها في الصين.

#### دين الهند
كانَ كتاب «دين الهند: علمُ اجتماع الهندوسية والبوذية» هو ثالث عمل رئيسي ليبر في علم اجتماع الدين. يتعامل في هذا العمل مع بنية المجتمع الهندي، وخاصَّةً معَ المذاهب الأرثوذكسية للهندوسية والمذاهب البوذية غير التقليدية، مع التعديلات التي أحدثها تأثير التدين الشعبي وأخيرًا مع تأثير المعتقدات الدينية على الأخلاق العلمانية للمجتمع الهندي. كانت الهندوسية في الهند من وجهة نظر فيبر مثل الكونفوشيوسيّة في الصين حاجزًا أمام الرأسمالية. لقد جعلَ النظام الطبقي الهندي من الصعب جدًا على الأفراد التقدم في المجتمع خارج نطاق طبقتهم، بل كان يُنظر للنشاط بما في ذلك النشاط الاقتصادي – بحسبِ فيبر – على أنه غيرُ مهمٍّ في سياقِ تقدم النفس.
أنهى فيبر بحثه عن المجتمع والدين في الهند من خلال تقديم رُؤى من عملهِ السابق حول الصين لمناقشة أوجه التشابه بين أنظمة المعتقدات الآسيوية، وأشار إلى أنَّ المعتقدات رأتْ أنَّ معنى الحياة هو تجربة صوفية دنيوية أخرى. ينقسم العالَم الاجتماعي بشكلٍ أساسي بين النخبة المثقفة، باتباع إرشادات نبي أو رجل حكيم، فيما تتركَّزُ معتقَدات الجماهير غير المتعلِّمة أو الأميّة على السحر. لم تكن في آسيا نبوءة مسيانيّة لإعطاء خطة ومعنى للحياة اليومية للمتعلِّمين وغير المتعلمين على حد سواء، وهو ما دفعَ فيبر إلى التركيزِ أكثر على الوصول إلى النخب المتعلمة وتنويرهم بالطرق المناسبة لعيش حياة المرء، مع القليلِ من التركيز في تنويرهِ لهم على العمل الجاد والعالَم المادي. كانت تلك الاختلافات بحسبِ فيبر هي التي منعت دول الغرب من اتباع مسارات الحضارات الصينيّة والهندية السابقة، أمَّا عمله التالي والذي صدر تحتَ عنوان «اليهوديّة القديمة» فقد كان محاولةً منهُ لإثبات هذه النظرية.

#### اليهودية القديمة
في كتابهِ «اليهودية القديمة» وهو رابعُ عملٍ رئيسي لماكس فيبر في علمِ اجتماع الدين، حاولَ العالِم الألماني شرحَ العوامل التي أدَّت إلى الاختلافات المبكرة بين التديّن الشرقي والغربي. قارنَ بين الزهد الدنيوي الداخلي الذي طوَّرتهُ المسيحية الغربية مع التأمُّل الصوفيِّ من النوعِ الذي نشأَ في الهند. لاحظ فيبر أنَّ بعض جوانبِ المسيحية سعت إلى «غزو العالم وتغييره للأفضل بدلًا من تركهِ يغرقُ في ذنوبه». تنبعُ هذه الخاصيّة الأساسيّة للمسيحيّة (عند مقارنتها بأديان الشرق الأقصى) في الأصل من نبوءة يهودية قديمة. زعمَ فيبر أنَّ اليهودية لم تُنجب المسيحية والإسلام فحسب، بل كانت حاسمةً في ظهور الدولة الغربية الحديثة، مؤكّدًا على أنَّ تأثير اليهوديّة لا يقلُّ أهميّةً عن الثقافة الهلنستيّة والرومانيّة.

#### ثيوديسا الحظ والبؤس
إنَّ «ثيودسيا الحظ والبؤس» في علمِ الاجتماع هي نظريّة شرحها فيبر بالقولِ أنها الكيفيّة التي يُمكن بها لأعضاء من طبقات اجتماعية مختلفة تبنّي أنظمة عقائديّة أو ثيودات مختلفة لشرحِ وضعهم الاجتماعي. توسَّعَ مفهوم الثيوديسيا (بالإنجليزية: Theodicy)‏ بشكلٍ رئيسي مع فكر فيبر وإضافتهِ للاعتبارات الأخلاقيّة إلى موضوع الدين. بحسبِ ماكس فهناكَ جزءٌ أخلاقي في الدين، يتضمَّنُ التالي:
1. علم الخلاص : كيف يفهم الناس أنفسهم ليكَونوا قادرين على إقامة علاقة صحيحة مع قوى خارقة للطبيعة.
2. الثيوديسيا : كيف يُمكن تفسيرُ الشرّ أو بالأحرى لماذا تحدثُ الأشياء السيّئة لأولئك الذين يبدو أنهم أناسٌ طيّبون.

هناك فصلٌ بين النظريات المختلفة فيما يتعلق بالطبقة، بحيثُ تميلُ نظريات البؤس (سوء الحظ) إلى الاعتقاد بأنَّ الثروة وغيرها من مظاهر الامتياز هي مؤشِّراتٌ أو علاماتٌ على الشر، فيما تُؤكّد نظريات الحظّ الجيّد على فكرة أنَّ الامتيازات هي نعمةٌ وهي مستحقَّة.
يرى فيبر أيضًا أنَّ الأثرياء يعتنقون ثيودات الحظّ الجيد، والتي تُؤكّد أنَّ الرخاء هو نعمة من الله بينما تؤكد ثيودات سوء الحظ أنَّ الثراء هو علامة على الشر وأن المعاناة في هذا العالم ستُكافأ في المستقبل. يُمكن تطبيق هذين التمييزين ليس فقط على البنية الطبقية داخل المجتمع ولكن على الطائفة والفصل العنصري داخل الدين بحسبِ فيبر الذي يُحدِّد أهميّة الطبقة المجتمعية داخل الدين من خلال فحصِ الاختلاف بين النظريتين والتراكيب الطبقيّة التي يطبقونها. يرتبطُ مفهوم «أخلاقياتُ العمل» بمفهومِ الثروة، وهكذا وبسببِ «أخلاقيات العمل البروتستانتيّة» كان هناك مساهمة ة من نتائج الطبقة العليا والمزيد من التعليم بين البروتستانت. أولئك الذين ليس لديهم أخلاقيات العمل تشبثوا بمشاعرِ (ثيودات) سوء الحظ، معتقدين أنَّ الثروة والسعادة تم منحهما في الآخرة. مثالٌ آخرٌ على كيفيّة تأثير هذا الاعتقاد بالثيوديسي الديني على الطبقة، هو أنَّ أولئك الذين يتمتعون بمكانة أدنى والفقراء عمومًا يتمسَّكون بالتديّن والإيمان العميقين كوسيلةٍ لتعزية أنفسهم وتوفيرِ الأمل في مستقبل أكثرَ ازدهارًا، بينما يتشبث أولئك الذين يتمتعون بمكانة أعلى بالأعمال التي تُثبت حقّهم في امتلاكِ ثروة أكبر.
تتجلى هاتان النظريتان في التقسيم الطبقي الاجتماعي والاقتصادي ضمن مجموعات دينية متشابهة، فعلى سبيل المثال تعملُ الكنائس البروتستانتية الأمريكية الرئيسيّة مع تجمعات الطبقة العليا عمومًا على تعزيزِ النظام والاستقرار والمحافظة، وبذلك أثبتت أنها مصدرٌ قويٌّ لإضفاءِ الشرعيّة على الوضع الراهن والتفاوتات القائمة في توزيع الثروة والقوة، لأنَّ الكثير من ثروة الكنيسة تأتي من المصلّين. في المقابل، تجدُ ما تُعرف بالكنائس الخمسينيّة جذورها بين أفراد الطبقة العامِلة الذين يُعانون من سوء الحظ، وبدلًا من محاولة إصلاحِ أو تحسينِ الوضعِ الراهن، قد تدعو هذه الكنائس إلى «تغيير يهدفُ إلى تعزيز قضيّة العدالة والإنصاف». إنَّ نظريات هذه الكنائس تُعزّز بالتالي أسلوب الفصل والتفرقة حسبَ الطبقة الاجتماعية كما خلص فيبر في دراسته.

### الدولة والسياسة والحكومة
من أكثر مساهماتِ فيبر تأثيرًا في علم الاجتماع السياسي مقالتهُ بعنوان «السياسة بوصفها حرفة» والتي يُعرِّف فيها الدولة على أنها كيانٌ يحتكر الاستخدام المشروع للقوة البدنيّة.  وفقًا لذلك اقترحَ فيبر أنَّ السياسة هي تقاسمُ سلطة الدولة بين مختلف المجموعات، في حين أنَّ القادة السياسيون هم أولئك الذين يُمارسون هذه السلطة. على هذا النحو، يجب ألَّا يكون السياسي، من وجهة نظر فيبر رجلاً من أخلاقيات العظة على الجبل، حيث لا يُمكن أن يكون لدى المرء الأمر الزجري لفعلِ أشياء ما. يجب بالأحرى أن يُفْهَم من يلتزم بمثل هذه الأخلاق على أنه قديس، لأن القديسين فقط، وفقًا لفيبر، هم من يمكنهم اتباعها بشكل مناسب، وأنَّ العالم السياسي ليس عالمًا للقديسين، كما يُؤكّد على أنَّ السياسي يجبُ أن يتحلَّى بنوعٍ محددٍ من الأخلاقيات والمسؤوليّة ويجب أن يمتلكَ الشغف في دعوته وأن يكون قادرًا على إبعادِ نفسه عن المواضيع الشخصيّة التي قد تؤثّر في قراراته.
ميز فيبر ثلاثة أنواع مثالية للقيادة السياسية (وتُعرف أيضًا باسمِ السلطة السياسيّة):
1. السلطة الكاريزمية (العائلية والدينية)
2. السلطة التقليدية (الإقطاعيّة، البطريركيّة، النظام الأبوي)
3. السلطة القانونية (القانون الحديث والدولة، البيروقراطية).

يُؤمن فيبر بأنَّ كلَّ علاقة تاريخية بين الحكام والمحكومين تحتوي على مثل هذه العناصر، والتي يُمكن تحليلها على أساس هذا التمييز الثلاثي. يُلاحظ فيبر أنَّ عدم استقرار السلطة الكاريزمية يُجبرها على ممارسةِ ما يُسمّيه «الروتين» في شكلٍ أكثر تنظيمًا للسلطة. في نوعٍ خالصٍ من الحكم التقليدي، يُمكن أن تؤديَّ المقاومة الكافية للحاكم إلى «ثورة تقليديّة». إنَّ التحرك نحو بنية عقلانية قانونية للسلطة، باستخدام هيكل بيروقراطي، أمرٌ لا مفرَّ منه في النهاية، وبالتالي يُمكن أحيانًا النظر إلى هذه النظريّة كجزءٍ من نظريّة التطور الاجتماعي. يرتبط هذا بمفهومه الأوسع للعقلنة من خلال اقتراحِ حتميّة التحرك في هذا الاتجاه.
وصفَ فيبر العديد من الأنواع المثالية للإدارة العامة والحكومة في كتابه المشهور الاقتصاد والمجتمع (1922). أصبحت دراسته النقدية لبيروقراطية المجتمع واحدةً من أكثر أجزاء عمله ديمومة. كان فيبر من بينِ أولّ من بدأَ بدراسات البيروقراطيّة وأدت أعماله إلى تعميمِ هذا المصطلح. العديد من جوانب الإدارة العامة الحديثة تعود إليه، وتُسمَّى الخدمة المدنية الكلاسيكية المنظمة هرميًا من النوع القاري باسمِ «الخدمة المدنية الفيبيرية» نسبةً له. باعتبارها الطريقة الأكثر فاعليّة وعقلانية للتنظيمِ، فقد كانت البيروقراطية بالنسبة لفيبر الجزء الرئيسي من السلطة القانونية العقلانية، علاوةً على ذلك، فقد رأى أنها العملية الرئيسية في الترشيد المستمر للمجتمع الغربي.
أدرجَ فيبر عدّة شروطٍ مسبقةٍ لظهورِ البيروقراطية، وهو ما أدى إلى الحاجةِ إلى نظام إداري أكثر كفاءة، بما في ذلك:
- تزايد المساحات التي يسكنها البشر وتزايد عدد الساكنة
- تزايد تعقيد المهام الإدارية ووجود الاقتصاد النقدي.

أدَّى تطوير تقنيات الاتصالات والنقل إلى جعل الإدارة أكثر كفاءة وأدى إضفاء الديمقراطية وترشيد الثقافة إلى مطالب بأنْ يُعامِل النظام الجديد الجميع على قدم المساواة.
تتميّزُ بيروقراطية فيبر المثالية بالتنظيمِ الهرمي، وخطوط السلطة المحددة في منطقة نشاط ثابتة، من خلال الإجراءات المتخذة (والمُسجَّلة) على أساسِ القواعد المكتوبة، من قِبل المسؤولين البيروقراطيين الذين يحتاجون إلى تدريبِ الخبراء، من خلال القواعد التي يتمُّ تنفيذها بشكل محايد ومن خلال المسار الوظيفي اعتمادًا على المؤهلات الفنية التي تحكمها المنظمات وليس الأفراد.
بينما اعترف فيبر بأنَّ البيروقراطية هي الشكلّ الأكثر كفاءةً للتنظيم وحتى أنه لا غنىً عنها للدولة الحديثة، فقد اعتبرها أيضًا تهديدًا للحريّات الفردية بل اعتبرَ أنَّ البيروقراطيّة المستمرة تؤدي إلى ما وصفها «ليلة قطبيّة من الظلام الجليدي»، وعليه فلِمواجهة البيروقراطيين، يحتاجُ النظام إلى رجال أعمال وسياسيين.

#### الطبقات الاجتماعية
صاغَ فيبر أيضًا نظريّة من ثلاثِ مقوِّمَات للتدرج الطبقي، مع الطبقة الطبقة الاجتماعية والوضع الاجتماعي والحزب السياسي كعناصر متميّزة من الناحية المفاهيمية. تتناقضُ نظريّة التقسيم الطبقي المكوَّنة من ثلاثة عناصر مع نظرية كارل ماركس الأبسط للطبقة الاجتماعية التي تربطُ كل الطبقات الاجتماعية بما يمتلكه الناس. في نظرية فيبر، قضايا الشرف والمكانة مهمَّة. وُصف هذا التمييز بوضوحٍ في مقال فيبر «الطبقات والحزب» والذي نُشر لأول مرة في كتابه الاقتصاد والمجتمع. المكونات أو المقوِّمات الثلاثة لنظرية فيبر هي:
- الطبقة الاجتماعية: بناءً على العلاقة المحددة اقتصاديًا بالسوق (المالك، المستأجر، الموظف، إلخ.)
- الحالة الاجتماعيّة: بناءً على صفات غير اقتصادية مثل الشرف والهيبة والدين
- الحزب: الانتماءات السياسية

جميع الأبعاد الثلاثة لها عواقب على ما أسماه فيبر فُرص الحياة (فرص تحسين حياة المرء). قد يحصلُ خلطٌ بين الكلمتين «الطبقة» و«الحالة» مع أنَّ المعنيين يختلفينِ في تعريفِ فيبر.

### دراسة المدينة
كجزءٍ من جهوده الشاملة لفهم التطور الفريد للعالَم الغربي، أنتجَ فيبر دراسة عامَّة مفصلة للمدينة كموقعٍ مميّزٍ للعلاقات الاجتماعية والاقتصادية، والترتيبات السياسية، والأفكار التي جاءت في النهاية لتعريف الغرب. نتجَ عن ذلك دراسة بعنوان «المدينة» والتي ربما قام بتجميعها من خلال بحثٍ أُجري في 1911-1913. نُشر البحثُ بعد وفاته في عام 1921، ودُمجَ عام 1924 في الجزء الثاني من كتابه الاقتصاد والمجتمع باعتبارهِ الفصل السادس عشر.
حسبَ فيبر فإنَّ المدينة تُعتبر بمثابةِ منظمة مستقلة سياسيًا للأشخاص الذين يعيشون على مقربة، ويعملون في مجموعة متنوعة من الحرف المتخصّصة، ومنفصلون جسديًا عن المناطق الريفية المحيطة، وقد تمَّ تطويرها – أي المدينة – بالكاملِ فقط في الغرب وشَكَّلت إلى حدٍ كبيرٍ تطورها الثقافي:

## وصلات خارجية
- ماكس فيبر على موقع الموسوعة البريطانية (الإنجليزية)
- ماكس فيبر على موقع إن إن دي بي (الإنجليزية)
- من أهم علماء الاجتماع